# Primegate
Primegate var en episod 2010 efter publicering i Aftonbladet om att Svenskt Näringsliv hade bekostat en pr-kampanj i syfte att driva socialdemokraternas politik åt höger, i en så kallad "tillväxtvänlig" riktning.
Efter det att Alliansen i riksdagsvalet 2010 hade lyckats kvarstå i regeringsställning, avgick Mona Sahlin som socialdemokratisk partiledare. Det uppstod en kamp om efterträdare och om i vilken riktning partiet skulle gå. I det sammanhanget publicerade Aftonbladet med början den 17 december 2010 uppgifter om att PR-byrån Prime, med socialdemokraten Niklas Nordström som konsult, haft ett uppdrag på 4,5 miljoner kronor av Svenskt Näringsliv i juni-oktober, i samband med valrörelsen 2010, vars syfte skulle vara att internt påverka socialdemokratin i ett antal frågor. Uppgifterna väckte stor uppmärksamhet.
Primegate aktualiserade diskussioner om lobbying på olika nivåer och ledde också till att exempelvis Arenagruppen tog avstånd från sin tidigare sponsor Prime.
Webbplatserna Makthavare.se och Dagens Opinion publicerade uppgifter om att Aftonbladets läckor fanns dels inom Prime och dels var tidigare medarbetare i socialdepartementet till dåvarande socialminister Berit Andnor och folkhälsominister Morgan Johansson. Makthavare.se tolkade avslöjandet av pr-kampanjen som ett spel mellan höger- och vänsterfalanger inom det socialdemokratiska partiet. Vänsterfalangen ansågs ha haft som syften att skandalisera ledande högerdebattörer samt vrida eftervalsdebatten till förmån för ett återvändande till en traditionell socialdemokratisk reformpolitik.